# Тит Папирий Красс
Тит Папирий Красс (лат. Titus Papirius Crassus; V—IV века до н. э.) — римский политический деятель из патрицианского рода Папириев, военный трибун с консульской властью 380 года до н. э. Был одним из девяти военных трибунов-патрициев. Возможно, он участвовал под командованием диктатора Тита Квинкция Цинцинната Капитолина в войне с пренестинцами, которую упоминают Тит Ливий и Флавий Евтропий.